# Eristalinus taeniops
Eristalinus taeniops är en tvåvingeart som först beskrevs av Christian Rudolph Wilhelm Wiedemann 1818.  Eristalinus taeniops ingår i släktet slamflugor, och familjen blomflugor. Inga underarter finns listade i Catalogue of Life.

## Bildgalleri

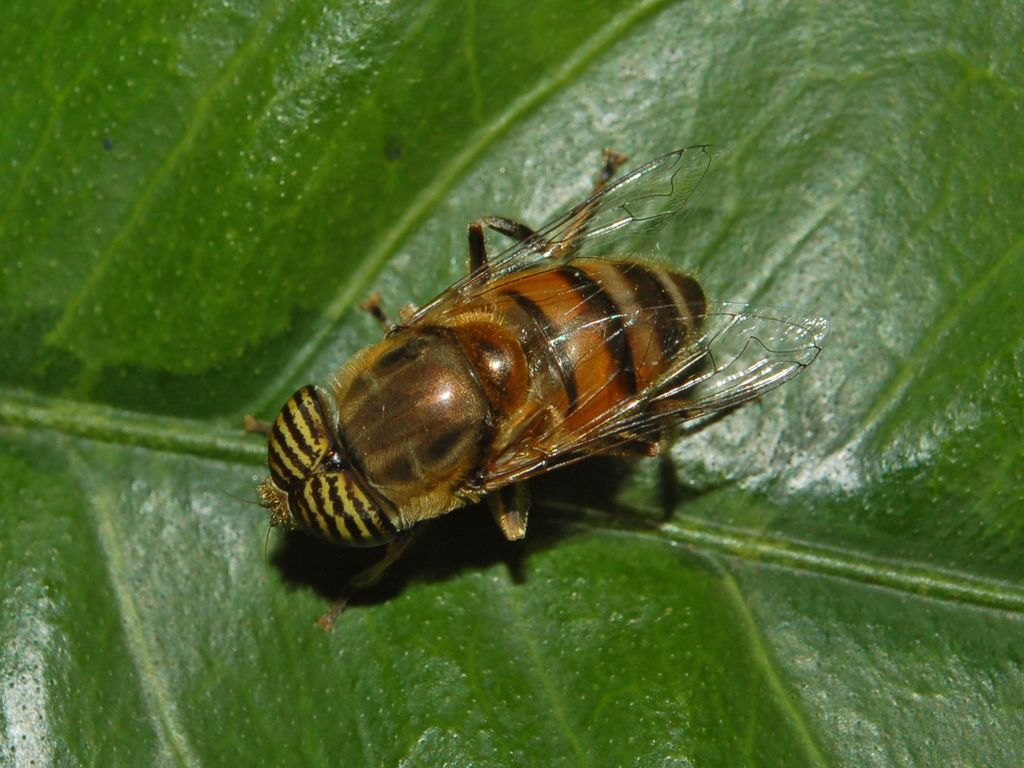
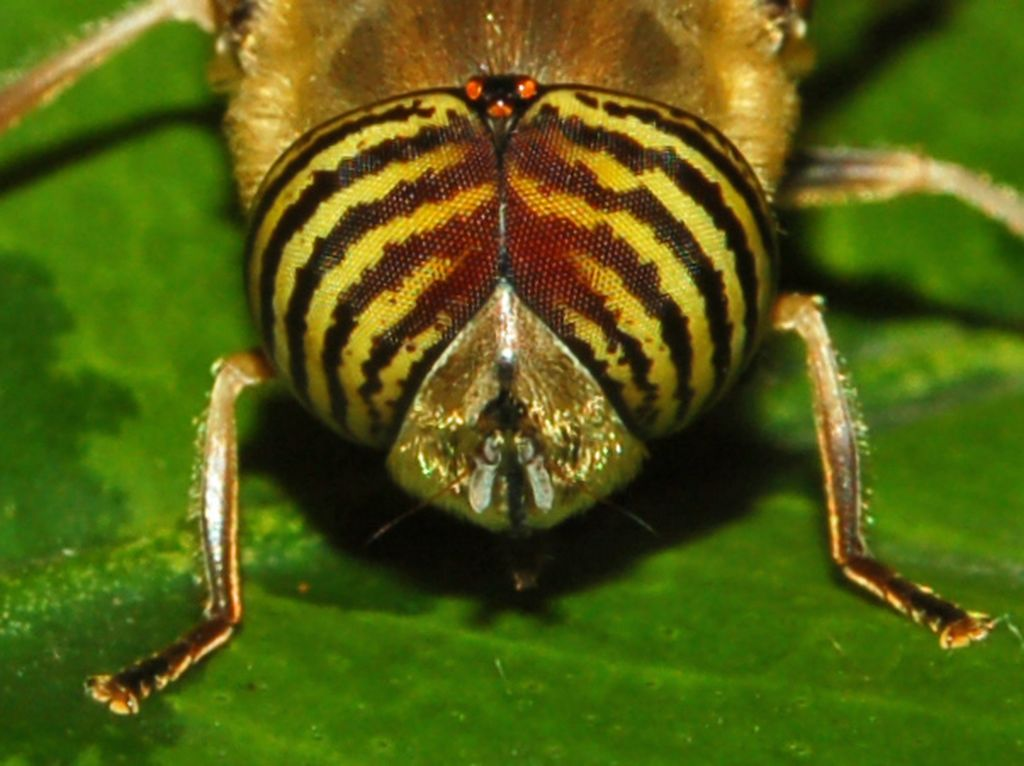